# Pothyne sabahensis
Pothyne sabahensis är en skalbaggsart som beskrevs av Hayashi 1975. Pothyne sabahensis ingår i släktet Pothyne och familjen långhorningar. Inga underarter finns listade i Catalogue of Life.